# Méricourt-en-Vimeu
Méricourt-en-Vimeu (picardisch: Maricourt-in-Vimeu) ist eine französische Gemeinde mit 104 Einwohnern (Stand 1. Januar 2022) im Département Somme in der Region Hauts-de-France. Sie gehört zum Arrondissement Amiens und zum Kanton Poix-de-Picardie.

## Geographie
Liomer liegt rund 7,5 Kilometer nordöstlich von Hornoy-le-Bourg und 24 Kilometer westlich von Amiens an der Départementsstraße D 244.

## Einwohner

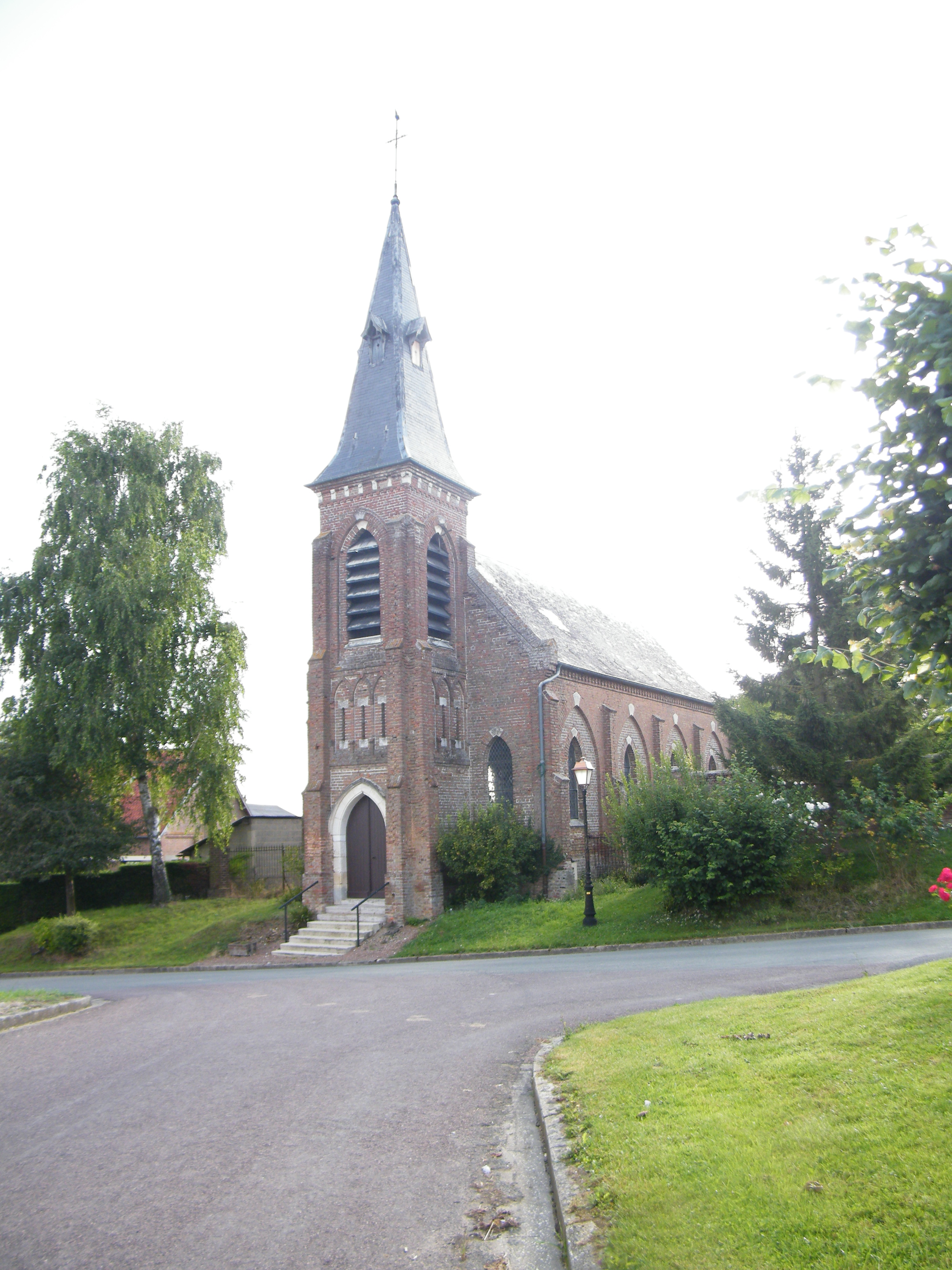
Kirche Saint-Pierre

| 1962 | 1968 | 1975 | 1982 | 1990 | 1999 | 2006 | 2011 |
| ---- | ---- | ---- | ---- | ---- | ---- | ---- | ---- |
| 103  | 98   | 88   | 83   | 101  | 107  | 112  | 114  |

## Sehenswürdigkeiten
- Kirche Saint-Pierre